# Zeitbaustein
Ein Zeitbaustein ist im Arbeitsstudium ein Prozess-Element in einem Planzeitenkatalog.

## Anwendung
Die Kalkulation von Zeitaufwendungen für erforderlichen Arbeitsprozesse steht am Anfang jeder Kalkulation für eine Produktion und ein Produkt. Daten für solche Kalkulation zur Verfügung zu stellen, ist auf Aufgabe der Zeitwirtschaft, ihre Ermittlung nennt man Datenermittlung.
In den erforderlichen Zeitstudien werden Arbeitsprozesse nach Ablaufarten analysiert. Die Zeiten für die Ablaufarten werden festgestellt. Typischerweise tauchen in den unterschiedlichsten Arbeitsprozessen dieselben Ablaufarten immer wieder auf. Mit einer geschickten Aufbereitung der Datenbasis entsteht ein Katalog von Ablaufarten mit bereits bekannten Zeiten, die man bei neuen Kalkulationen als Planzeiten heranziehen kann und nicht mehr neu messen braucht. Die Elemente eines solchen Kataloges nennt man Zeitbausteine.

## Umsetzung
Zu einer systematischen Zeitwirtschaft gehört ein Planzeitenkatalog und damit eine Bewirtschaftung von Zeitbausteinen.
Eine Systematisierung von Zeitbausteinen und deren Standardisierung und Kalkulierbarkeit mittels Einflussgrößen ist bei den Systemen vorbestimmter Zeiten Programm.
In der Praxis am weitesten verbreitet ist das MTM-Bausteinsystem, dass neben der Kalkulation auch als Referenz bei der Gestaltung und Optimierung von Arbeitsprozessen genutzt wird.